# Maria Candiano
Maria Candiano var en dogaressa av Venedig, gift med Venedigs doge Pietro II Orseolo (r. 991-1009). 
Hon var dotter till Vitale Candiano och brorsdotter till Pietro IV Candiano. Äktenskapet var en allians mellan stadens två då styrande familjeklaner mot de övriga adelsklanernas ambitioner. Hon gick vid sin makes död 1009 i klostret San Zaccaria. Hon kallas i krönikorna för "en god kvinna och en stor dogaressa".